# Le opere e i giorni
Le opere e i giorni (in greco antico: Ἔργα καὶ Ἡμέραι?, Èrga kài hēmérai) è un poema di Esiodo della lunghezza di 828 esametri, nel quale si illustrano la necessità del lavoro da parte dell'uomo, consigli pratici per l'agricoltura e giorni del mese nei quali è necessario compiere determinate attività. L'opera è collocabile nell'VIII secolo a.C.

## Struttura
Il poema inizia con un proemio di 10 versi nei quali è elevata una preghiera a Zeus e alle Muse della Pieria; questo proemio è da alcuni critici moderni ritenuto interpolato, così come anche dallo stesso Proclo; inoltre è interessante notare che non si rivolge alle Muse Eliconie come nella tradizione. Esiodo passa quindi a parlare della contesa col fratello Perse il quale, dopo aver sperperato la parte della propria eredità concessa dal padre, vuole impossessarsi anche dell'eredità di Esiodo e pertanto intenta contro di lui un processo nel quale corrompe i giudici. L'autore passa quindi a descrivere la necessità del lavoro da parte degli uomini per fugare la punizione degli dei e vivere secondo giustizia. Questi concetti vengono espressi tramite tre episodi: il mito di Prometeo, il mito delle Cinque Età e il breve Apologo dello Sparviero e dell'Usignolo.
Il primo mito risulta distaccarsi dal racconto presente nella Teogonia: in Le opere e i giorni è semplicemente narrato come il fratello di Prometeo, Epimeteo, abbia accolto presso gli uomini Pandora, prima donna mortale, creata dagli dei allo scopo di distribuire i mali tra gli stessi mortali; ciò era la naturale punizione per il furto del fuoco commesso da Prometeo, ossia rubare il fuoco agli dei; l'unico bene che rimase fu la Speranza.
Nel secondo mito invece si narrano le cinque età del mondo:

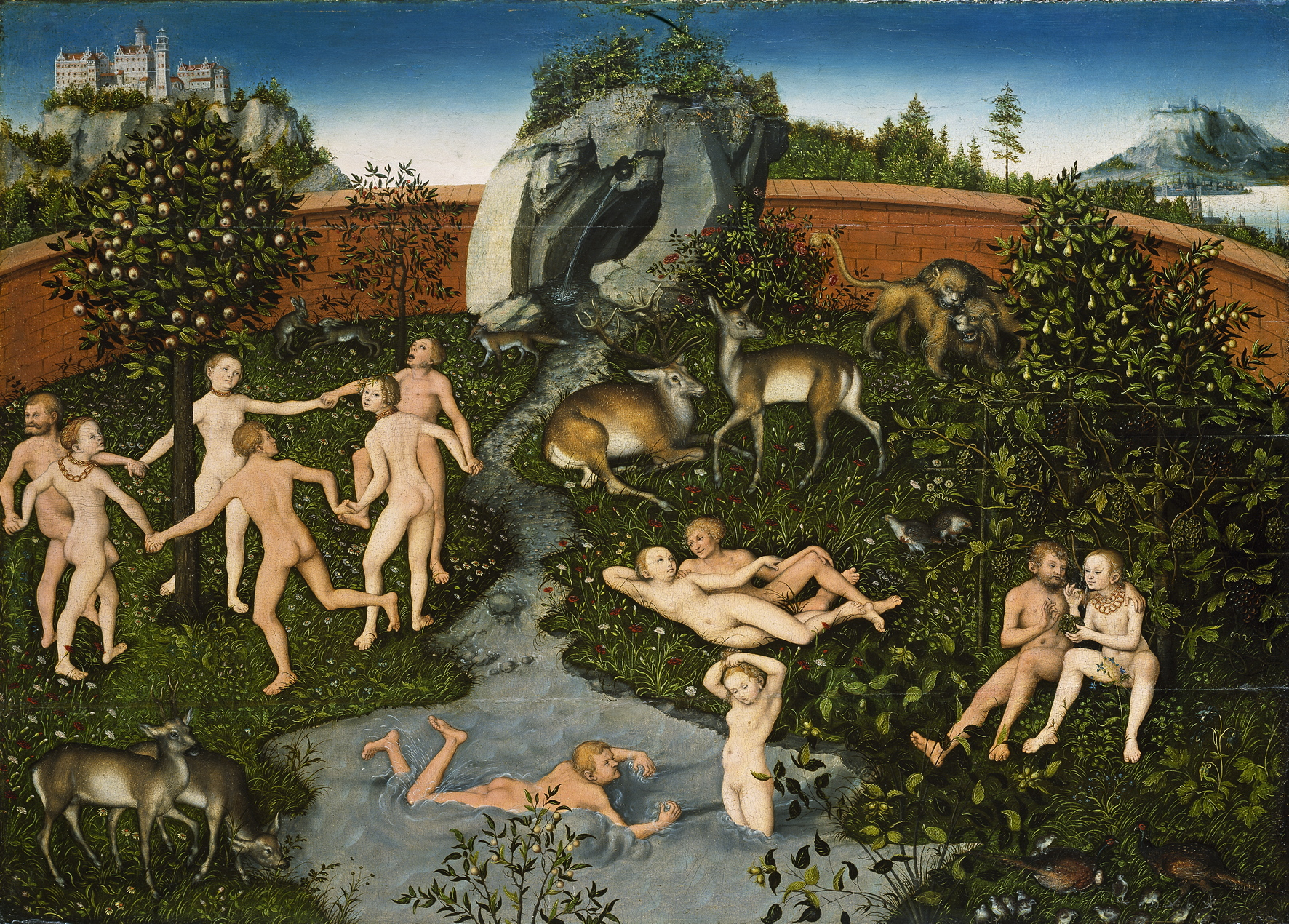
Lucas Cranach il vecchio, L'età dell'oro, Nasjonalgalleriet, Oslo

- Età dell'oro: Crono. Gli uomini vivevano senza preoccupazioni, perennemente giovani, nutriti spontaneamente dalla terra. La morte li rapiva nel sonno e dopo la loro estinzione vennero trasformati in spiriti protettori degli uomini.

[...]Vissero sotto Crono, che era sovrano del cielo:
vivean di Numi al pari, con l’animo senza cordoglio,
senza fatica, senza dolor; né su loro incombeva
la sconsolata vecchiaia; ma forti di piedi e di mani,
scevri di tutti i mali, passavano il tempo in conviti,
morian come irretiti dal sonno.
- Età dell'argento: Zeus. Gli uomini vivevano per cent'anni presso le madri; stolti, anche una volta cresciuti non si astenevano dalle liti tra di loro e non veneravano gli dei. Per questo vennero fatti estinguere da Zeus e divennero demoni inferiori.

................... né forma avean essi, né mente:
ma ben cento anni il bimbo, vicino alla tenera madre,
pargoleggiando restava, balordo, stoltissimo, in casa.
Cresciuti ch’eran poi, raggiunta l’età più fiorente,
viveano breve tempo, crucciati di gravi dolori,
per la stoltezza loro [...]
- Età del bronzo. In questa età vissero uomini possenti, ma prepotenti e violenti la cui unica preoccupazione è la sopraffazione dell'altro, lo scontro e l'annientamento dei propri simili; si estinsero per la loro stessa scelleratezza.

L’opre di Marte
care essi avean, di pianto feconde, e le ingiurie. Non pane
era il lor cibo: il cuore feroce, nel sen, d’adamante:
informi: aveano immane vigore: indomabili mani
su le gagliarde membra sporgevan dagli omeri: l’armi
avean tutte di bronzo, costrutte di bronzo le case:
solo foggiavano il bronzo, ché il cerulo ferro non c’era.
Ed anche questi, gli uni domati per mano degli altri,
entro la squallida casa disceser del gelido Averno,
senza ricordo lasciare: sebbene tremendi, li colse
livida morte, e del sole lasciaron la fulgida luce.

Deucalione e Pirra dopo il diluvio dell'età del bronzo
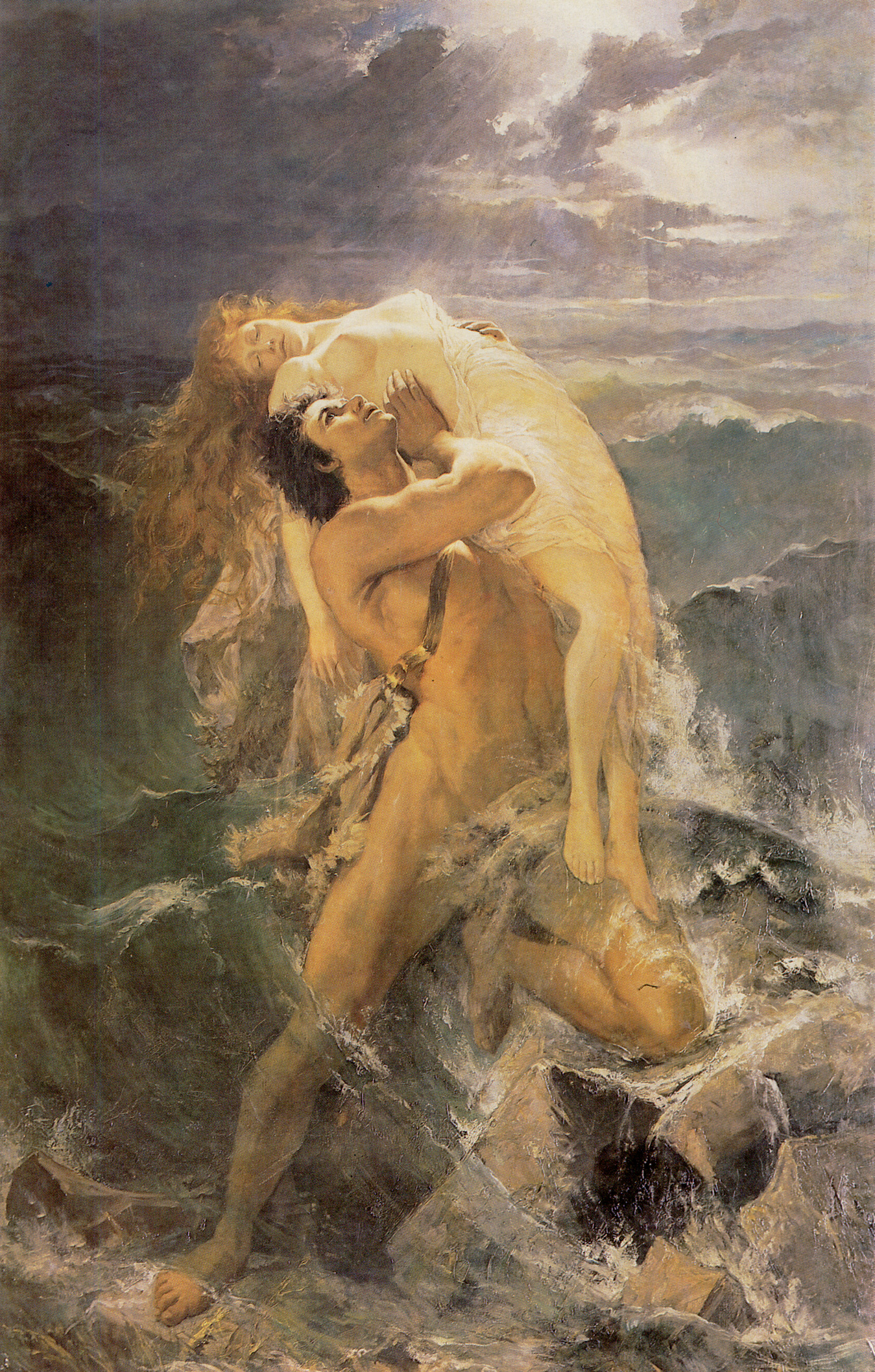
Paul Merwart (1855-1902) Deucalone protegge Pirra durante il diluvio.
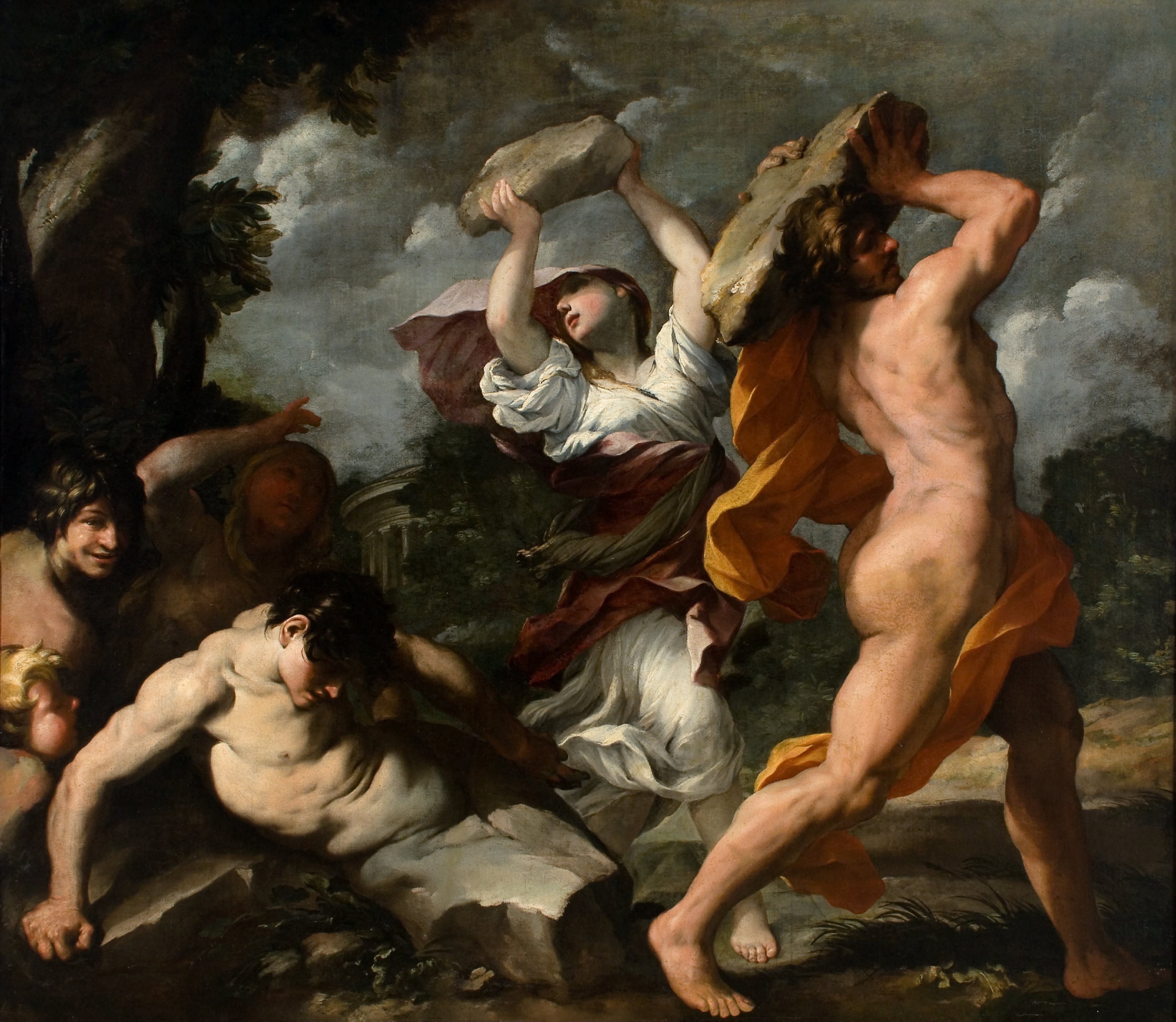
Giovanni Maria Bottalla, Deucalione e Pirra ripopolano la Terra, olio su tela,1635.
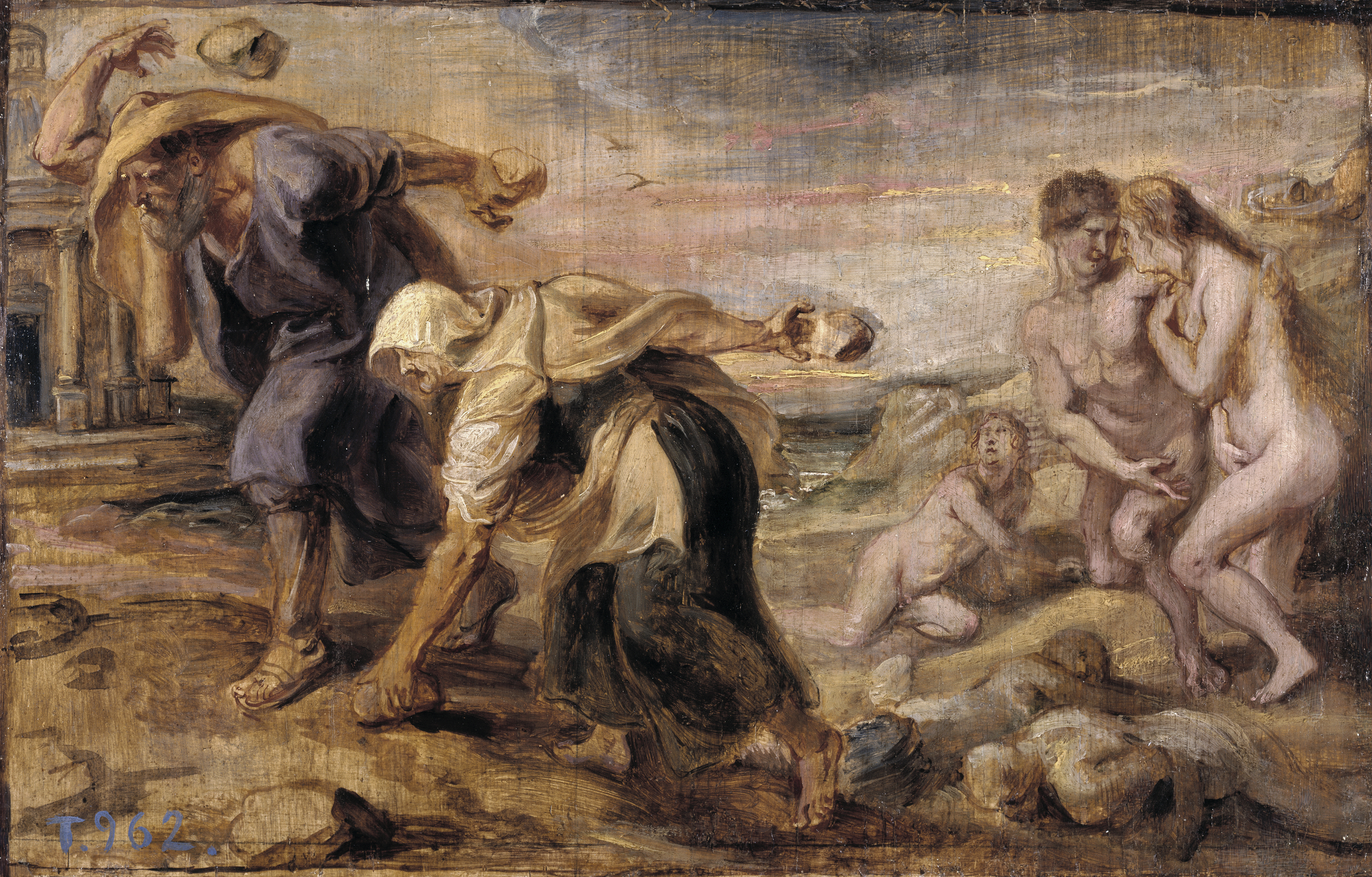
Peter Paul Rubens, Deucalione e Pirra ripopolano la Terra, olio su tavola,1636.

- Età degli eroi. In quest'età vissero appunto gli eroi, uomini-dei o semidei, stirpe giusta e coraggiosa pronti a perire per le loro cause. Alcuni di loro furono condotti da Zeus nelle Isole dei Beati dove vissero in pace in terre fertili e ricche di greggi. Questa età è l'unica a non essere definita con il nome di un metallo.

E questi, anche, la Guerra maligna e la Rissa odïosa
strussero, alcuni sotto le porte settemplici, nella
terra di Cadmo, mentre pugnavan pei greggi d’Edipo;
ed altri, entro le navi, sui gorghi infiniti del mare,
quando li addussero a Troia,...
- Età del ferro: è la stirpe che tuttora vive sulla terra caratterizzata dalla sofferenza, dall'ingiustizia e dal fatto di dover lavorare per sopravvivere. Esiodo non intravede alcuna possibilità di salvezza per l'uomo.

Deh, fra la quinta stirpe non fossi mai nato, ma prima
io fossi morto, oppure più tardi venuto alla luce!
Poiché di ferro è questa progenie. Né tregua un sol giorno
avrà mai dal travaglio, dal pianto, dall’esser distrutta
e giorno e notte; e pene crudeli gli Dei ci daranno.
Pur tuttavia, coi mali commisto sarà qualche bene.
poi, questa progenie sarà sterminata da Giove,
quando nascendo i pargoli avranno già grigie le tempie.
Il terzo mito viene spesso definito come la più antica favola a noi giunta dall'antichità, così "togliendo il primato" a Esopo. Uno sparviero dopo aver afferrato un usignolo risponde alla sua richiesta di libertà affermando che farà di lui ciò che vuole: il più forte domina sul più debole che oltre al danno subisce la beffa se vuole opporre resistenza a questa legge di natura.
Dopo l'apologo, si rivolge ai giudici (da lui definiti "divoratori di ricchezze") esortandoli ad esprimere il verdetto secondo giustizia, la vergine Dike, ricordando la presenza divina nelle azioni umane, dalle quali dipende un premio o una pena da Zeus. Ammonisce il fratello a rinunciare ai suoi piani ricordando che è proprio dell'uomo rispettare le leggi, a differenza delle fiere. Lo esorta al lavoro, evidenziandone la necessità e la fruibilità per scongiurare la fame, guidandolo al Bene. La violenza e il furto portano ricchezze di cui si vien privati dagli dei. Inoltre gli raccomanda il culto verso gli dei, il rispetto del vicino e dei cari. Come per spiegargli l'onesto e fruttuoso lavoro, gli descrive l'aratura e la mietitura, in che modo comportarsi nelle varie stagioni, e gli dà anche consigli sulla navigazione. Lo consiglia inoltre sul matrimonio, badando ad avere un figlio maschio che possa mantenere il patrimonio paterno, sulle amicizie e sul comportamento (contro il pettegolezzo, contro gli atti vandalici, contro la negligenza verso la religione...); il tutto per evitare la diffamazione, difficile da scrollarsi di dosso.
Dopo questi tre episodi sostanzialmente narrativi, il poema si fa più descrittivo e didascalico, spesso personalizzando le entità astratte (cosa che si può comprendere dall'uso della lettera maiuscola). Segue infatti una parte in cui si spiega la necessità del lavoro per vivere secondo giustizia per poi passare in rassegna le varie attività da svolgere nelle quattro diverse stagioni, norme del vivere quotidiano e singole date fauste e infauste. Si tende per lo più a ritenere che quest'ultima parte di calendario su date propizie o meno sia non autentica.
In maniera più precisa, consiglia ai proprietari terrieri di ispezionare il lavoro compiuto ogni fine mese; parla di un mese crescente e un mese calante (come diviso in due parti, la prima, fino al venti del mese, come la fase lunare, si dice crescente, l'altra calante), da qui consigliando di coltivare piante nel 13º giorno crescente, sconsigliando il 6°. Addirittura suggerisce in che giorni concepire figli dalle ottime qualità; tutti gli altri giorni sono incerti, ma conclude dicendo che la felicità è di chi lavora senza colpa verso le divinità, interpretando gli uccelli ed evitando le trasgressioni.

### La funzione deLe opere e i giorni
Il poema esiodeo, come intuibile dalla trama, si colloca in un filone propriamente didascalico e descrittivo. Rispecchia quindi la volontà di Esiodo di riordinare razionalmente il patrimonio di conoscenze umane in questo caso per lo più nell'ambito agricolo. Alla parte però di mera utilità pratica rappresentata dall'elenco e dai consigli sulle attività da svolgere nella singola stagione, si colloca la parte più riflessiva, rappresentata essenzialmente dai due miti e dall'apologo dello sparviero. In questi tre racconti, Esiodo esprime la sua personale considerazione sulla natura dell'uomo: l'essere umano del presente è corrotto, debole rispetto agli esseri del passato. Una prima tematica è quella quindi dell'opposizione tra un passato glorioso e un presente decaduto. D'altra parte però agli uomini dell'Età del Ferro è concessa pur sempre una possibilità per elevare la propria condizione e vivere secondo giustizia: il lavoro. Il lavoro è una pena data dagli dei, come visibile dal mito di Prometeo e dal mito delle Età, ma d'altra parte è anche l'unico modo che ha l'uomo di riscattarsi non senza sofferenza e fatica. Chi vuole vivere senza lavorare, come Perse, si imbatte nel castigo degli dei in quanto non vive nella giustizia. In Esiodo quindi, come avverrà poi nelle grandi tragedie di Eschilo, gli dei sono tutori dell'ordine umano e sorvegliano l'operato dei mortali.

### Lo stile deLe opere e i giorni
Da un punto di vista stilistico, il poema è composto in una lingua ancora perfettamente aderente al modello e al lessico omerico, anche se si può riscontrare una maggiore incidenza di elementi del dialetto eolico nelle particolari forme del beotico. A differenza di Omero, cantore di eroi, quindi del ceto monarchico e aristocratico del tempo, Esiodo illustra con realismo anche materialista un mondo umile, in cui egli è vissuto a stretto contatto (e del quale ha anche criticato il conservatorismo ottuso, da cui il suo "Us Boiotia", cioè "porca Beozia"). Da notare è anche il fatto che la narrazione risulti formata da blocchi giustapposti: prima parte con il racconto dei due miti e dell'apologo, seconda parte di precetti agricoli a seconda delle stagioni, parte finale con calendario di date fauste e infauste.  Ultimo elemento da segnalare è la particolare cura che Esiodo presenta nella descrizione dei minimi dettagli del mondo agreste: è un mondo che egli conosce perfettamente e del quale non fa una rappresentazione idealizzata come avverrà poi in Teocrito o in Virgilio; l'autore sa che l'agricoltura è prima di tutto fatica e lavoro, alla quale può seguire un momento di gratificazione dato dal godimento dei frutti del proprio operato.

## Edizioni
- (GRC, EN) Works & Days, edited with Prolegomena and Commentary by Martin Litchfield West, Oxford, at the Clarendon Press, 1978, ISBN 0-19-814005-3.